# Heimdall
Na mitologia nórdica, Heimdall é um dos deuses aesir, filho de Odin e de nove mães. Sua missão é guardar a ponte Bifrost — um arco-íris ardente que liga a morada celeste dos deuses, Asgard, ao mundo dos homens, Midgard — e está encarregado de tocar o retumbante chifre Gjallarhorn para sinalizar a chegada do fatídico evento que trará a ruína dos deuses, o Ragnarök. 
Heimdall é descrito como "o mais alvo dos deuses", possui dentes de ouro, galopa em um cavalo-guará de crina dourada chamado Gulltoppr e reside no ponto mais alto de Asgard, o monte celestial Himinbjörg. Para exercer seu trabalho, o guardião dos deuses conta com atributos e sentidos extraordinários; seu corpo requer menos sono do que um passarinho, seus ouvidos apurados podem escutar até a grama crescer e seus olhos não só enxergam a léguas de distância (até no escuro), como também são dotados de presciência.
Além de ser creditado como o arquiteto das classes sociais entre os humanos, Heimdall também é inimigo de longa data de Loki, o qual enfrentou certa vez para recuperar o tesouro Brísingamen de Freyja, em um duelo onde ambos tinham forma lacrada. Os dois estão destinados a se enfrentar novamente num conflito mortal durante os eventos do Ragnarök. 
Também conhecido por outros epítetos como Rig (nome próprio que significa "rei"), Hallinskiði ("portador do chifre"), Gullintanni ("dentes de ouro") e Vindlér ou Vindhlér ("protetor contra o vento"), Heimdall é atestado na Edda em verso, compilada no século XIII a partir do manual tradicional anterior, na Edda em prosa e Heimskringla, escrita no século XIII por Snorri Sturluson, na poesia de escalda, e em uma inscrição em nórdico rúnico antigo encontrado na Inglaterra. Duas linhas de um poema perdido, Heimdalargaldr, falam que, de alguma maneira, o deus sobrevive. Devido à natureza problemática e enigmática dessas leituras, os estudiosos têm produzido várias teorias sobre a natureza do deus, incluindo sua aparente relação com carneiros, onde ele pode ser uma personificação ou estar ligado ao mundo da árvore Yggdrasil, e potenciais cognatos indo-europeus.

## Etimologia

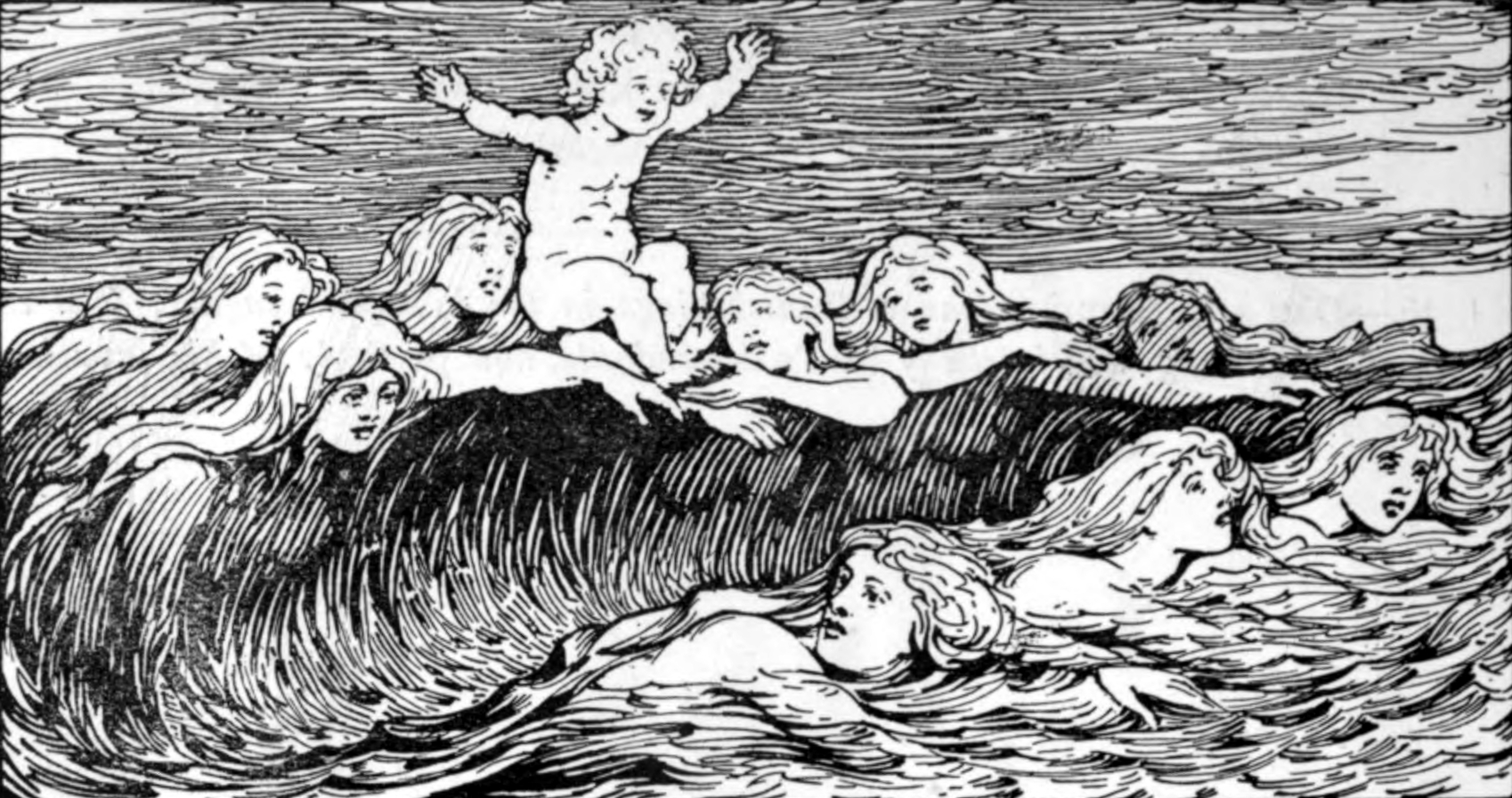
Heimdall e as suas 9 mães.

Heimdallr também aparece como Heimdalr e Heimdali. A etimologia do nome é obscura mas foi proposto como "aquele que ilumina o mundo". Heimdallr pode ser ligado a Mardöll, um dos nomes de Freyja.  são, por vezes, modernamente aportuguesadas como Heimdall (com o nominativo -r caído) ou Heimdal.
Heimdallr é atestado como tendo três outros nomes; Hallinskiði, Gullintanni e Vindler ou Vindhlér. O nome Hallinskiði é obscuro, mas resultou em uma série de tentativas para decifra-lo. Gullintanni significa literalmente "aquele com os dentes de ouro". Vindhlér (ou Vindhlér) traduz-se como "uma proteção contra o vento" ou "vento do mar". Todos os três resultaram em inúmeras teorias sobre o deus.

## Atestados
Um espiral em um eixo de chumbo em uma runa Futhark com inscrições em nórdico antigo sobre Heimdallr foi descoberto em Saltfleetby, Inglaterra em 1 de setembro de 2010. O próprio espiral no eixo é datado do ano 1000-1100 d.C. Na inscrição, o deus Heimdallr é mencionado ao lado do deus Odin e Þjálfi, um nome de um dos servos do deus Thor. Em relação à leitura inscrição, John Hines, da Universidade Cardiff comenta que há "um grande ensaio a ser escrito sobre as incertezas da tradução e identificação aqui, a qual são claras, e muito importante, são os nomes de dois dos deuses nórdicos, no lado, Odin e Heimdallr, enquanto Þjálfi (masculino e não o feminino em-a) é o nome gravado de um servo do deus Thor."

### Edda em verso
Na Edda em verso, Heimdallr é atestada em seis poemas, Völuspá, Grímnismál, Lokasenna, Þrymskviða, Rígsþula e Hrafnagaldr Óðins.
Heimdallr é mencionado três vezes na Völuspá. Na primeira estrofe do poema, o morto-vivo völva recitando um poema chama a ouvintes para ficar em silêncio e se refere a Heimdallr:

| Tradução de Benjamin Thorpe: For silence I pray all sacred children, great and small, sons of Heimdall. they will that I Valfather's deeds recount, men's ancient saws, those that I best remember | Tradução de Henry Adams Bellows: Hearing I ask from the holy races, From Heimdall's sons, both high and low; Thou wilt, Valfather, that well I relate. Old tales I remember of men long ago. |

| Tradução literal para o português: Para o silêncio rezo a todas as crianças sagradas, grandes e pequenos, filhos de Heimdall. eles que as ações recontadas do I Valfather, que antigos homens viram, aqueles que eu mais me lembro | Ouvindo peço as raças sagradas, Dos filhos de Heimdall, altos e baixos; Tu, Valfather, que bem me relaciono. Contos antigos que me lembro dos homens há muito tempo. |

Esta estrofe levou a várias interpretações acadêmicas. As "raças sagradas" foram consideradas de várias formas como tanto a humanidade ou os deuses. A noção de humanidade como "filhos de Heimdallr" é outra forma atestada e também resultou em várias interpretações. Alguns estudiosos têm apontado o poema de introdução da prosa Rígsþula, onde Heimdallr disse ter ido uma vez até a humanidade, dormido entre os casais, e assim distribuía classes entre eles.

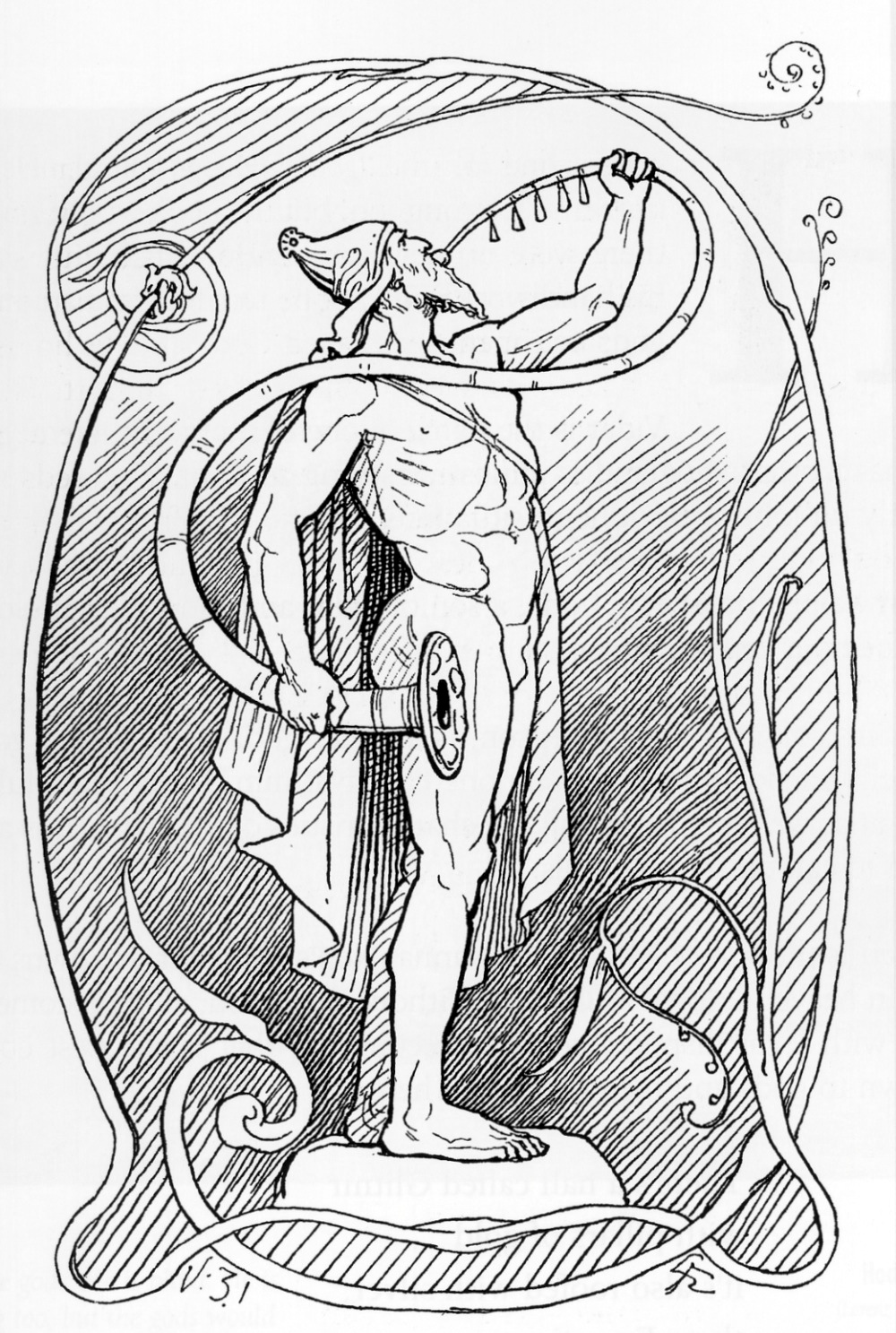
Heimdall soprando o Gjallarhorn, em uma ilustração de 1895 de Lorenz Frølich.

Mais tarde, em Völuspá, o völva prevê os eventos de Ragnarök e o papel em que Heimdallr e Gjallarhorn vão ter em seu início; Heimdallr elevará ao alto seu chifre e golpe. Devido às diferenças de manuscritos, traduções da estrofe variam:

| Tradução de Benjamin Thorpe: Mim's sons dance, but the central tree takes fire, at the resounding Giallar-horn. Loud blows Heimdall, his horn is raised; Odin speaks with Mim's head. | Tradução de Henry Adams Bellows: Fast move the sons of Mim and fate Is heard in the note of the Gjallarhorn; Loud blows Heimdall, the horn is aloft, In fear quake all who on Hel-roads are. |  |

| Tradução literal para o português: Filhos de Mim dançam, mas a árvore central pega fogo, no estrondoso Gjallarhorn; fortes sopros de Heimdall seu chifre é elevado; Odin fala com a cabeça de Mim. | Rapidamente movem-se os filhos de Mim e destino É ouvido na nota do Gjallarhorn; fortes sopros de Heimball, o chifre é alto, Com medo tremem todos os que nas estradas de Hel estão. |  |

Em relação a esta estrofe, o estudioso Andy Orchard comenta que o nome Gjallarhorn pode aqui significar "chifre do rio Gjöll" já que "Gjöll é o nome de um dos rios do submundo, onde muita sabedoria é mantida para derivar", mas observa que, no poema Grímnismál, cita-se que Heimdallr bebe muito hidromel em seu lar celestial, Himinbjörg.
No início do mesmo poema, o völva menciona um cenário que envolve a audição ou chifre (dependendo da tradução do substantivo hljóð, em nórdico antigo, para fins de ilustração — traduções em negrito abaixo) do deus Heimdallr: